# 40209 Morrispodolak
40209 Morrispodolak este o planetă minoră (asteroid) din centura de asteroizi. A fost descoperită pe 16 septembrie 1998 la Stația Anderson Mesa de Lowell Observatory Near-Earth-Object Search și a fost numită după Morris Podolak⁠(d). 
Obiectul prezintă o orbită caracterizată de o semiaxă mare de 3,0931192793662 UAi, o excentricitate de 0,15612505891356, o înclinație de 4,7839024744408 ° în raport cu ecliptica.